# Patrick Bernhardt
Patrick Bernhardt (ur. 26 października 1971 roku w Wetzlar) – niemiecki kierowca wyścigowy.

## Kariera wyścigowa
Bernhardt rozpoczął karierę w międzynarodowych wyścigach samochodowych w 1991 roku od startów w Niemieckiej Formule Ford 1600, gdzie raz stanął na podium. Z dorobkiem 93 punktów uplasował się tam na piątej pozycji w klasyfikacji generalnej. W późniejszych latach Niemiec pojawiał się także w stawce Niemieckiej Formuły 3, Super Tourenwagen Cup, ADAC VW New Beetle Cup, Russian Touring Car Championship, German Touring Car Challenge, DMSB Produktionswagen Meisterschaft, European Touring Car Championship, World Touring Car Championship, 24h Nürburgring oraz Toyo Tires 24H Series.
W World Touring Car Championship Niemiec wystartował podczas rundy w Makau w sezonie 2005 z niemiecką ekipą Hotfiel Sport. W pierwszym wyścigu uplasował się na 21 pozycji, a w drugim był dziewiąty.